# Naro-Fominsk
Naro-Fominsk (russisch Наро-Фоминск) ist eine Stadt mit 64.665 Einwohnern (Stand 14. Oktober 2010) in der Oblast Moskau, Russland. Sie liegt 70 km südwestlich von Moskau, am Fluss Nara und nahe der russischen Fernstraße M3 von Moskau nach Kiew.

## Geschichte

Kriegsdenkmal im Zentrum von Naro-Fominsk

Naro-Fominsk ging aus zwei Dörfern namens Fominskoje und Malaja Nara hervor. Fominskoje wurde erstmals um 1328 erwähnt, weshalb dieses Jahr auch als Gründungsjahr der Stadt gilt. Das Dorf Malaja Nara, dessen Name vom Nara-Fluss abstammte, war im 17. Jahrhundert im Besitz des Sawwa-Klosters von Swenigorod.
Bis zum 19. Jahrhundert hatten die beiden Dörfer keine wirtschaftliche oder sonstige Bedeutung. Am 22. Oktober 1812, während des Russisch-Französischen Krieges und zwei Tage vor der Schlacht bei Malojaroslawez, machte Napoleon Bonaparte mit seiner Armee beim Rückzug aus Moskau in Fominskoje halt, um danach Richtung Malojaroslawez (50 km von Naro-Fominsk entfernt) zu ziehen.
1840 entstand in Malaja Nara mit der Papierfabrik des Kaufmanns Skuratow ein erster Industriebetrieb. Seitdem wuchsen die beiden Orte zu einer Arbeitersiedlung zusammen, die Ende des 19. Jahrhunderts bereits eine Schule, ein Krankenhaus und eine Apotheke hatte. 1925 wurden die beiden Dörfer dann offiziell zur Arbeitersiedlung Naro-Fominskoje vereinigt, die ein Jahr später zur Stadt Naro-Fominsk wurde.
Während der Schlacht um Moskau im Zweiten Weltkrieg war Naro-Fominsk Ende 1941 stark umkämpft und wurde bei Luftangriffen der Wehrmacht teilweise zerstört.

### Bevölkerungsentwicklung
| Jahr | Einwohner |
| ---- | --------- |
| 1926 | 15.900    |
| 1939 | 31.613    |
| 1959 | 35.419    |
| 1970 | 48.651    |
| 1979 | 55.858    |
| 1989 | 58.292    |
| 2002 | 70.475    |
| 2010 | 64.665    |

Anmerkung: Volkszählungsdaten (1926 gerundet)

## Wirtschaft und Infrastruktur

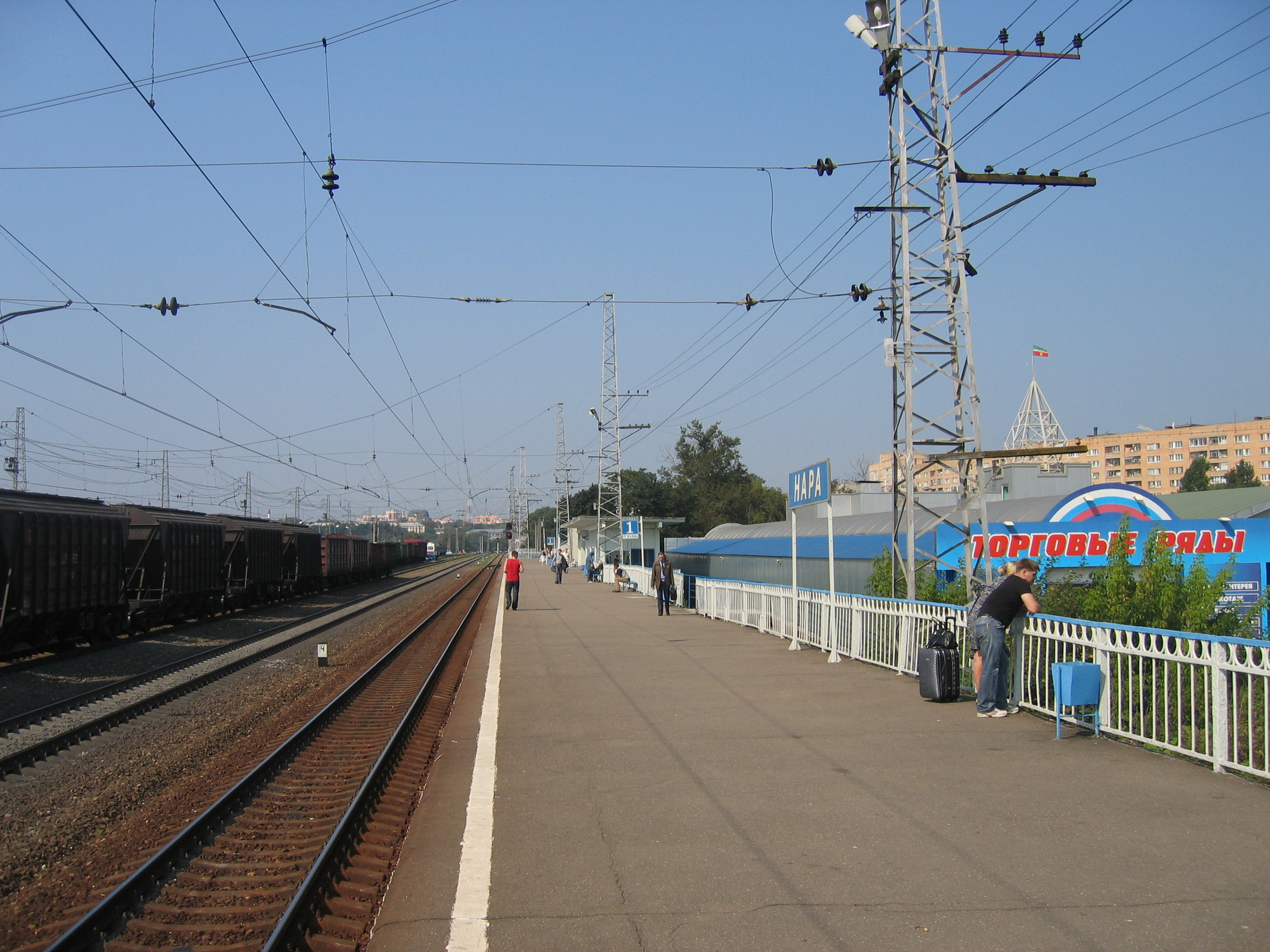
Bahnhof Nara in Naro-Fominsk

Naro-Fominsk gilt als wichtiges Zentrum der Textilindustrie. Weiterhin gibt es in der Stadt ein Werk des US-amerikanischen Verpackungsherstellers Ball Corporation, vormals REXAM.
Die Stadt hat einen Eisenbahnanschluss an der Hauptstrecke von Moskau nach Kiew. Vom Bahnhof Nara aus bestehen regelmäßige Zugverbindungen unter anderem nach Moskau (Kiewer Bahnhof), Obninsk oder Kaluga.
In Naro-Fominsk befindet sich die Militärakademie der Russischen Streitkräfte, in der unter anderem der Politiker und Generalleutnant Alexander Lebed sein Offiziersstudium absolviert hatte.

## Städtepartnerschaft
- Daugavpils, Lettland